# Antagoniste 5HT3
Wikipédia ne donne pas d'avis médical : seul un professionnel (médecin, pharmacien, etc.) est habilité à le faire.

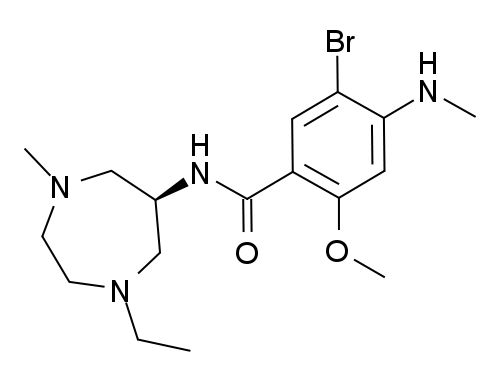
La structure de l'AS-8112, un antiémétique

Les antagonistes 5HT3, souvent appelés sétrons, sont des molécules antiémétiques agissant comme antagoniste des récepteurs sérotoninergiques (récepteurs de la sérotonine ou 5-hydroxytryptamine, 5-HT) de type 3. Ces composés sont ainsi utilisés comme médicament pour contrôler les nausées et vomissements induits par la chimiothérapie ou la radiothérapie. Ils sont administrés juste avant ces traitements.
La dénomination commune internationale (DCI) des substances de cette famille pharmacologique est le suffixe -sétron. Cette famille constitue la classe ATC A04AA.

## Principaux représentants
- Dolasétron
- Granisétron
- Ondansétron
- Tropisétron
- Palonosétron